# Внедрение
«Внедрение» (англ. Infiltration) — одиннадцатый эпизод второго сезона американского мультсериала «Мстители: Величайшие герои Земли».

## Сюжет
На Землю прибывает космический корабль Скруллов, и Мисс Марвел следует за ним. Она вызывает команду с помощью карточки. Когда он приземляется, из него выходят Мстители. Они рассказывают Кэрол, что после возвращения из Асгарда на них напали Скруллы и похитили. Их держали в заточении, а потом Халк рассвирепел, и им удалось сбежать. Тем временем настоящий Тони сидит в своём убежище и пытается вычислить Сркуллов, но ему не удаётся. К нему приходит Дум, который хочет поговорить. Скруллы-Мстители предлагают Мисс Марвел присоединиться к ним, и она верит им. Дейзи Джонсон сообщает Нику Фьюри, что 4 дня назад Халка арестовали за нападение на авианосец «Щ.И.Т.а». Мстители подходят к границе Ваканды, и настоящий Чёрная пантера собирается защищать свою страну. Начинается сражение.
Настоящий Старк борется с Думом, но тот ему объясняет, что он знает, как вычислить пришельцев. Дум также возмущается, что Старк ранее испортил его сканер, и даёт ему чип, созданный для его брони. После этого Дум улетает. Фьюри просматривает запись ареста и видит, как Капитан Америка сдаёт Халка, хотя тот не виновен. После он показывает раннюю запись, в которой на Землю прибыли Крии. Пришельцы предлагали сдаться, но Капитан агрессивно инициировал бой. Он догадывается, что Кэп — Скрулл, и говорит Дейзи, чтобы та звонила Чёрной вдове, которая должна доставить ему Старка. Тем временем Мстители сражаются против вакандийцев. Соколиный глаз одерживает верх над Т’Чаллой и собирается прикончить его. Мисс Марвел просит его остановиться, но он не слушает, и тогда получает стрелу от настоящего Клинта, который прибыл с Осой по тому вызову Кэрол. Старк в тот момент устанавливает чип в свою броню, и за ним приходит Наташа.
Близ Ваканды Тора подбивают танком, и его молот падает на машину. Происходит взрыв, и Тор вырубается. Кэрол видит, что это Скрулл, а затем Т’Чалла также показывает своего побеждённого двойника-пришельца. Кэрол помогает Чёрной пантере, Соколиному глазу и Осе справится с Мстителями-Скруллами. После победы Т’Чалла все ровно решает остаться в Ваканде. Старк приходит к Фьюри, и тот говорит ему, что Пересмешник ничего не сказала про нападение Халка на авианосец. Она вырубает Дейзи, Наташу и Ника и использует вирус, загруженный Скруллами в броню Тони, чтобы отключить его. Королева принимает свой настоящий облик и приказывает войскам приступить к оккупации.

## Отзывы
Джесс Шедин из IGN поставил эпизоду оценку 7,5 из 10 и написал, что «Мисс Марвел из всех персонажей на этот раз оказалась звездой шоу». Он посчитал, что «её непрекращающаяся борьба за то, чтобы скрестить свои обязанности перед „Мечом“ со статусом Мстителя, хорошо работает в мультсериале». Рецензент также подметил, что «видеть, как Кэрол раскрывает свои силы позже в этом эпизоде, было здорово». Критик похвалил битву в Ваканде, назвав её «приятной», хотя она и была «не в том масштабе, на который он надеялся».
Зрители тоже тепло приняли эпизод; Screen Rant поставил его на 5 место в топе лучших эпизодов мультсериала по версии IMDb.